# ادموند آلبرت لتس

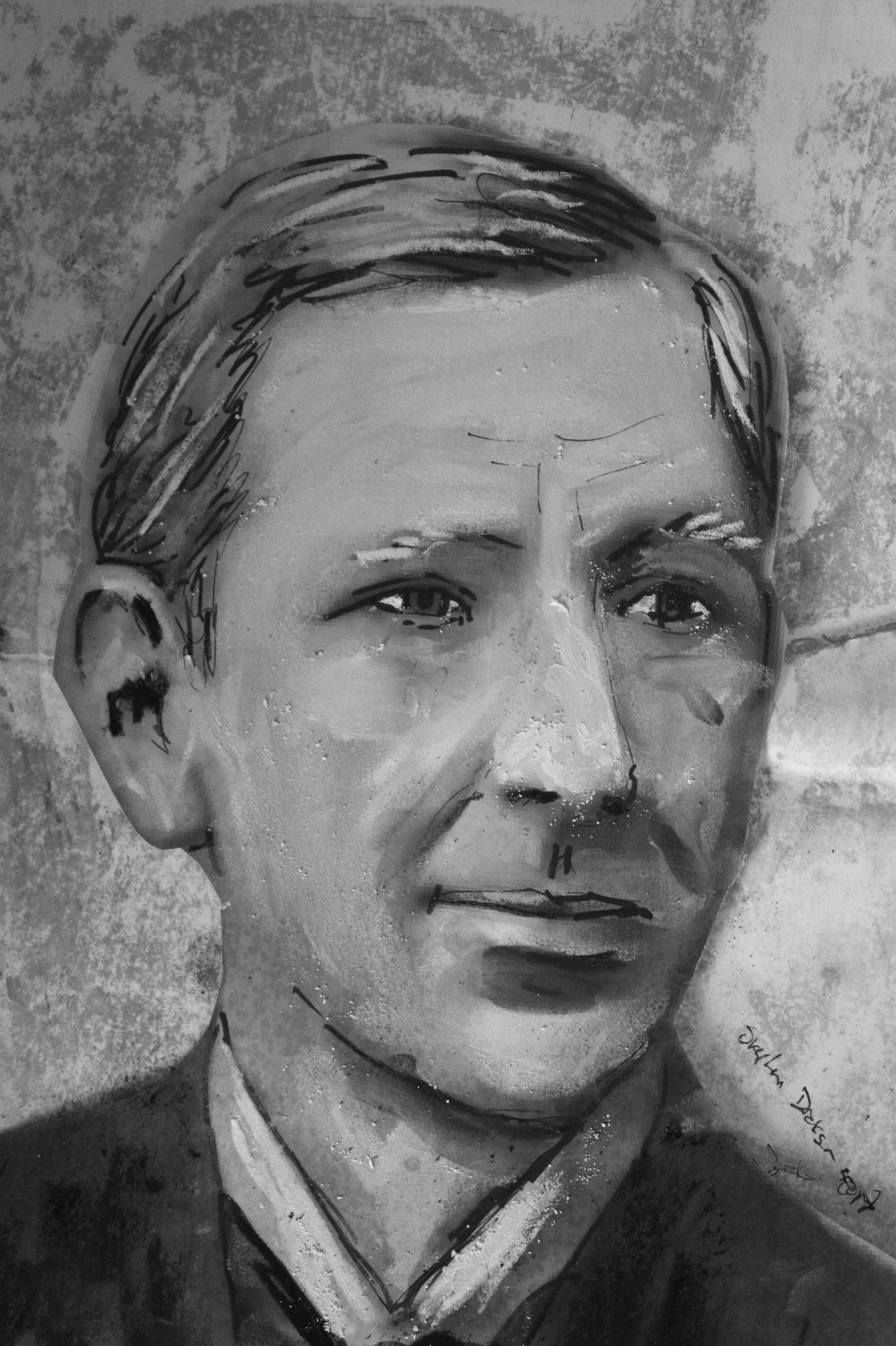
ادموند آلبرت لتس

پروفسور ادموند آلبرت لتس (به انگلیسی: Edmund Albert Letts) (۲۷ اوت ۱۸۵۲ تا ۱۹ فوریه ۱۹۱۸) شیمیدان انگلیسی قرن نوزدهم بود. وی از پیشگامان شیمی تجزیه بود. سنتز نیتریل لتس به افتخار وی نامگذاری شده‌است. او مدت زیادی برای تجزیه و تحلیل محتوای کربن دی‌اکسید در هوا و آب صرف نمود و اواخر عمر نیز به بررسی آلودگی در آب‌های جزر و مدی پرداخت. دانشگاه کوئینز بلفاست به یاد او «بورس تحقیقات شیمیایی لتس» را اهدا می‌کند.

## نشریات
- Qualitative Analysis Tables (1892)
- Some Fundamental Problems of Chemistry, Old and New (1914)